# وليام سلفستر
وليام سلفستر (بالإنجليزية: William Sylvester)‏ هو ممثل أمريكي، ولد في 31 يناير 1922 بكاليفورنيا في الولايات المتحدة، وتوفي في 25 يناير 1995 في الولايات المتحدة.

## أعمال

### أفلام
- (1967) أنت فقط تعيش مرتين[5]
- (1968) ملحمة الفضاء[6][7]
- (1978) السماء بإمكانها الانتظار[8]

## وصلات خارجية
- وليام سلفستر على موقع IMDb (الإنجليزية)
- وليام سلفستر على موقع ألو سيني (الفرنسية)
- وليام سلفستر على موقع أول موفي (الإنجليزية)
- وليام سلفستر على موقع قاعدة بيانات برودواي على الإنترنت (الإنجليزية)
- وليام سلفستر على موقع قاعدة بيانات الأفلام السويدية (السويدية)
- وليام سلفستر على موقع قاعدة بيانات الفيلم (الإنجليزية)
- وليام سلفستر على موقع كينوبويسك (الروسية)